# Swedish-ESO Submillimetre Telescope
Swedish-ESO Submillimetre Telescope (SEST) var ett radioteleskop med en diameter på 15 meter som låg vid La Silla-observatoriet i Chile. Teleskopet byggdes 1987 som ett kombinerat projekt mellan ESO och Onsala rymdobersvatorium, med bidrag från Finland och Australien. Det var då det enda stora teleskopet för submillimeters astronomi på södra halvklotet. Det avvecklades 2003.
Teleskopet användes för enkelskålobservationer av ett brett spektrum av astronomiska föremål, särskilt det galaktiska centrumet och de magelliska molnen och för interferometriska observationer vid millimetervåglängder.
1995 gjorde observationer gjorda med SEST att Bumerangnebulosan är den kallaste kända platsen i universumet, med en temperatur lägre än bakgrundsstrålningen.

## Galleri

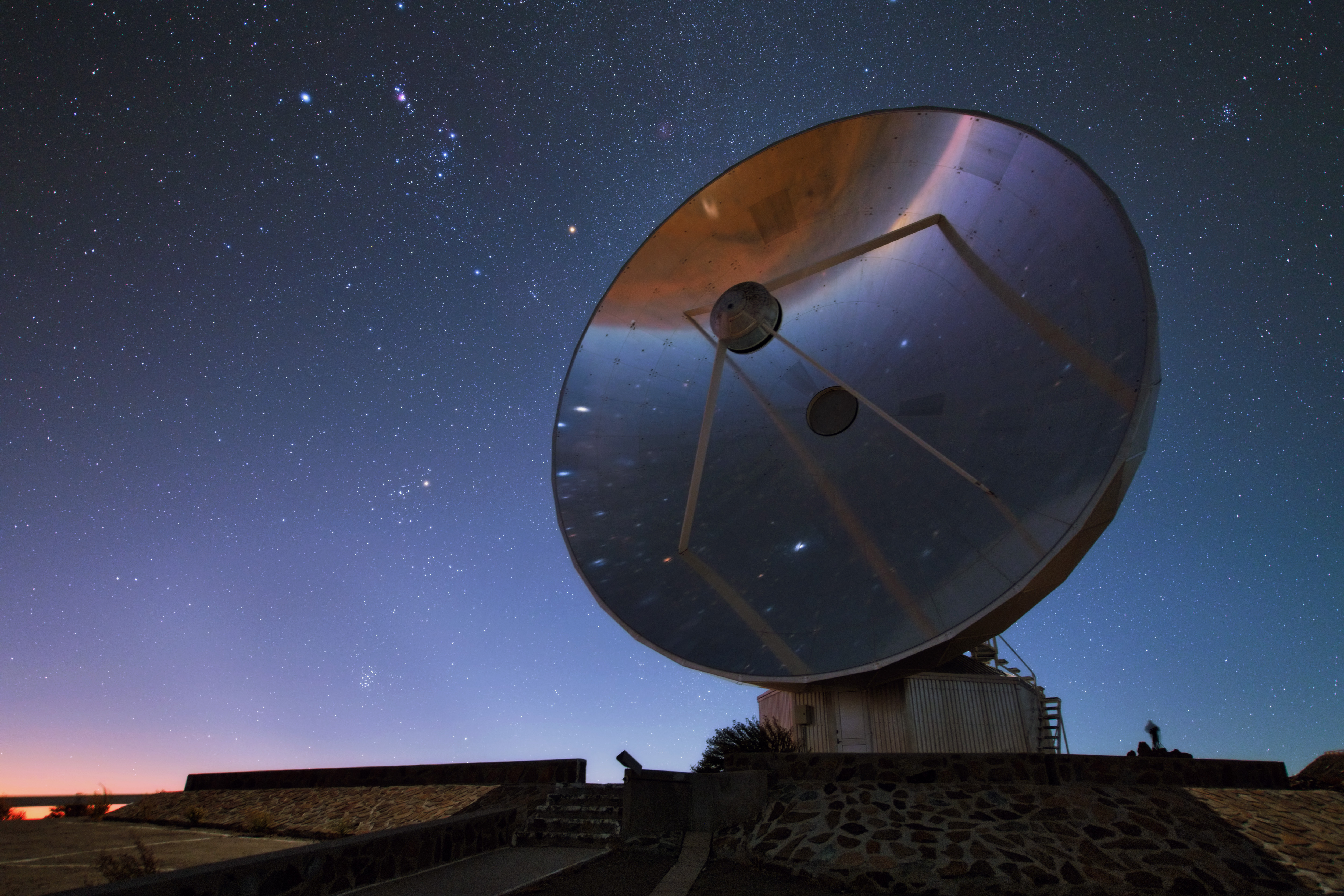
SEST och Orion med hans berömda bälte och svärd.
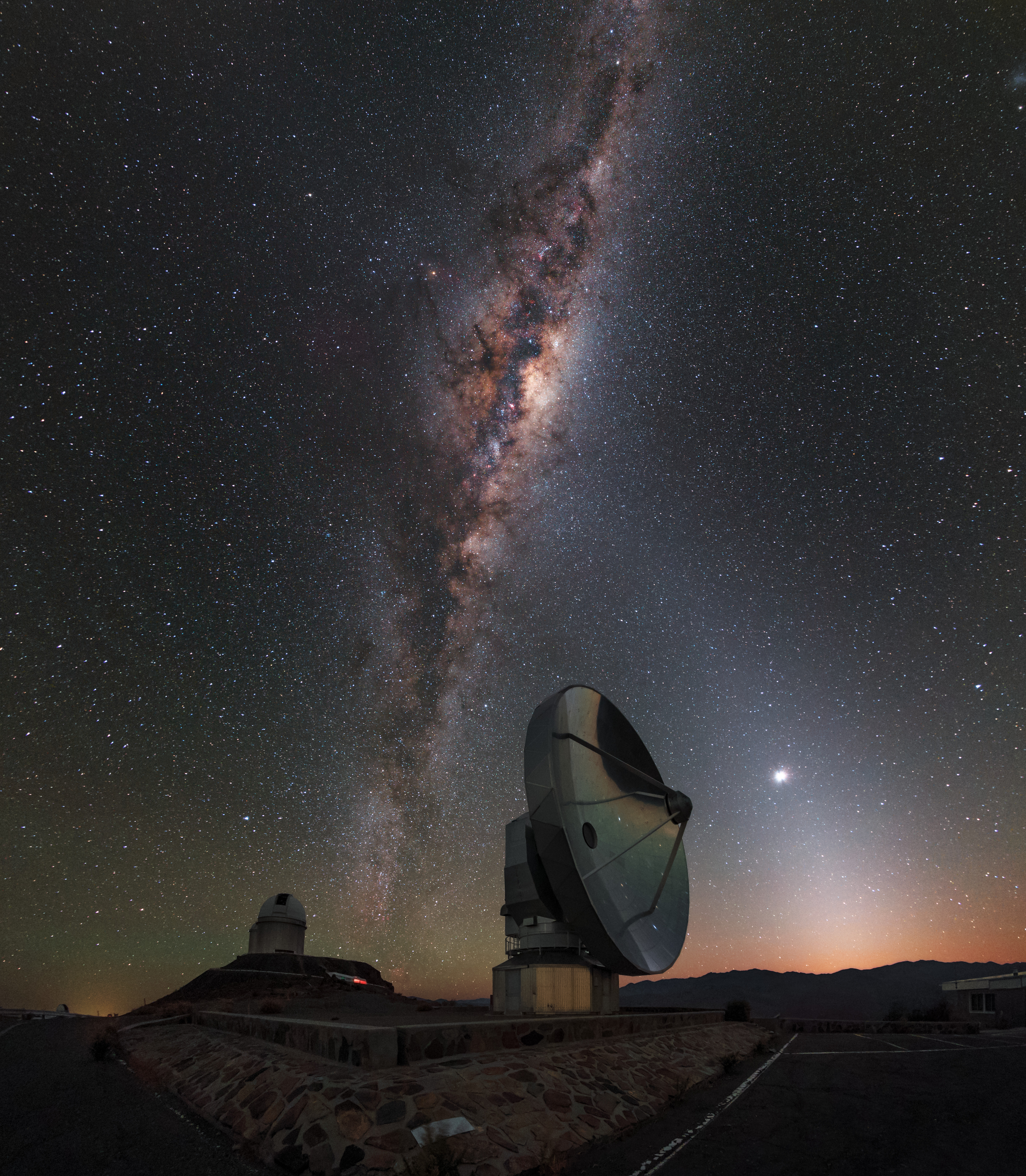
SEST-skålen mäter 15 meter över. Det avvecklades 2003.
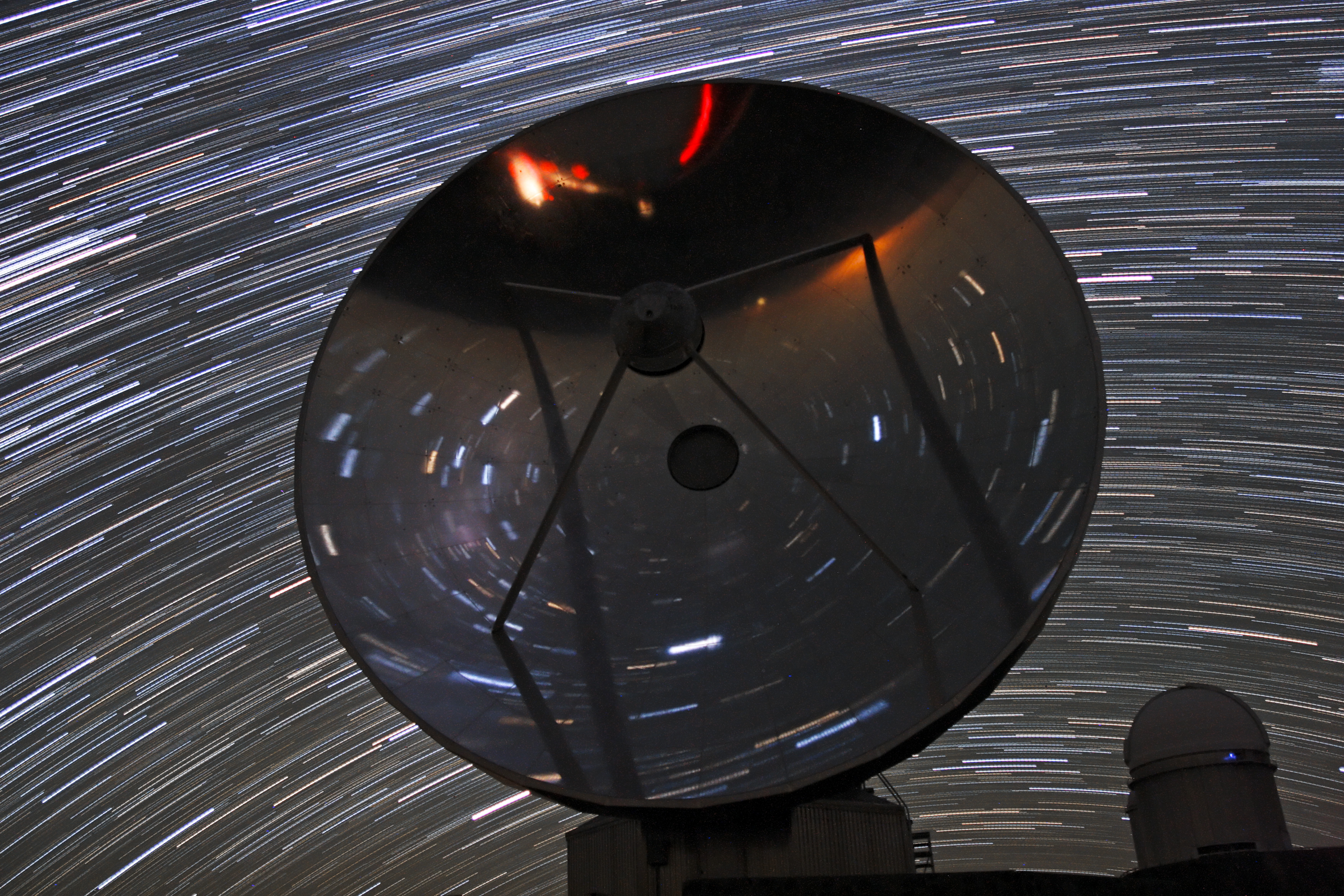
Himmel fylld med stjärnspår, ett resultat av kamerans långa exponeringstid.
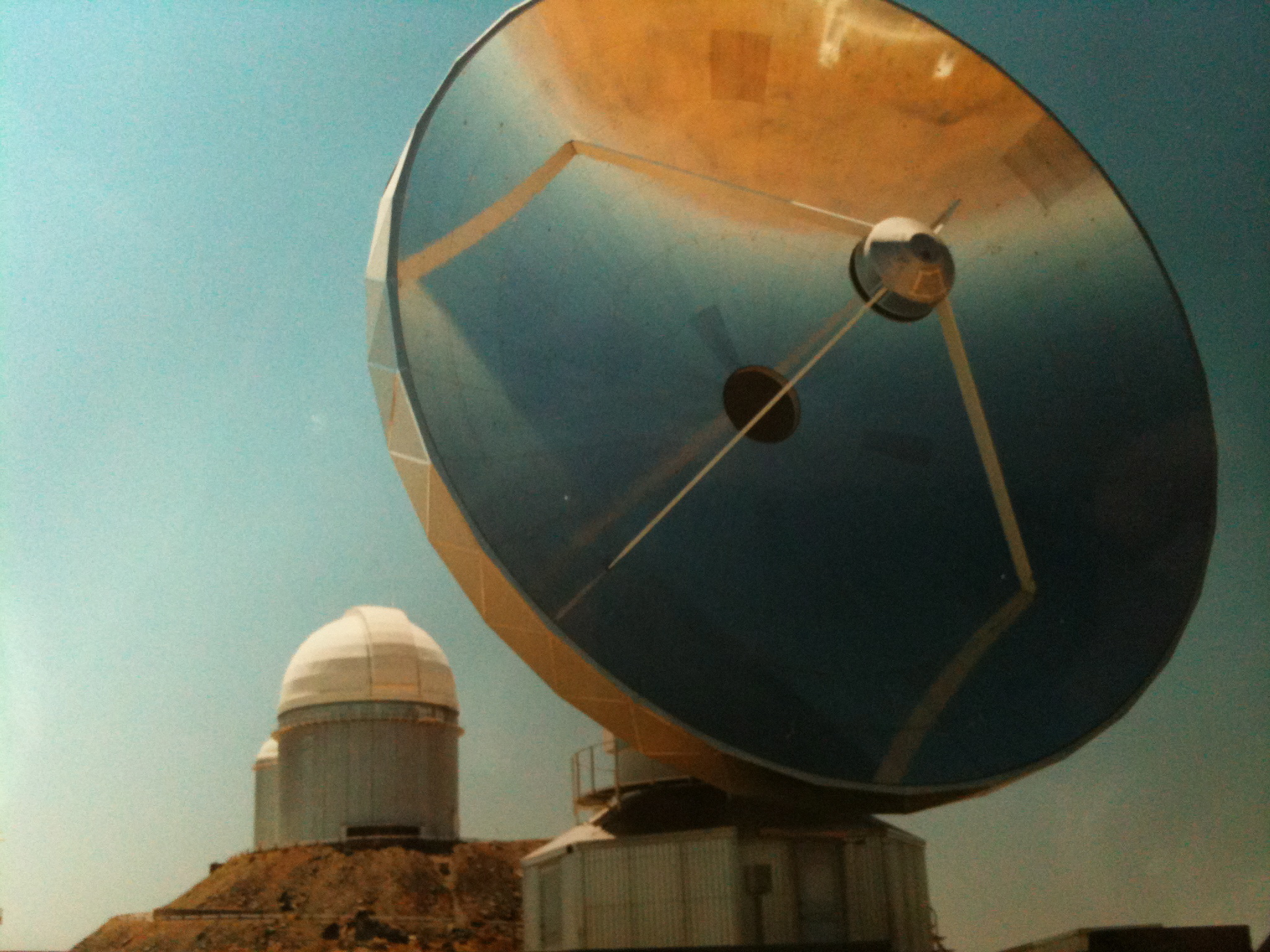
SEST med ESO 3,6 m teleskop i bakgrunden